# Timo Hildebrand
Timo Hildebrand, né le 5 avril 1979 à Worms, est un footballeur international allemand qui évolue au poste de gardien de but.

## Biographie

### En club
Timo Hildebrand est formé au VfB Stuttgart.
Il devient déjà titulaire indiscutable lors de sa première saison professionnelle. Sa très grande vivacité aussi bien au sol qu'en l'air fait de lui un bon gardien, d'autant plus qu'il dispose d'une bonne technique balle au pied, peut capter le cuir très haut et fait surtout preuve d'une très grande régularité, qualité indispensable à son poste.  
Il devient champion d'Allemagne en 2007 avec son club formateur. Le 1er juin de la même année, il quitte ses coéquipiers du VfB Stuttgart pour rejoindre Valence et essayer de détrôner Santiago Cañizares de son poste.
Début décembre 2008, n'ayant pas assez joué à son goût à Valence, il résilie son contrat et signe au TSG 1899 Hoffenheim, qu'il quitte en août 2010 pour aller au Sporting Portugal où il signe pour une saison.
Au bout d'un an, son contrat n'est pas renouvelé. Sans club, il s'entraîne alors avec l'Eintracht Francfort. Le 21 octobre 2011 il s'engage jusqu'à la fin de la saison 2011-2012 avec Schalke 04 pour pallier la blessure du titulaire, Ralf Fährmann. 
Le 29 mars 2016, il annonce sa retraite après 17 années dans le monde professionnel.

### En sélection
Timo Hildebrand est international allemand. Il reçoit sa première sélection le 28 avril 2004 contre la Roumanie, match durant lequel l'Allemagne encaisse cinq buts (score final 5-1).

## Palmarès

### En club
- Champion d'Allemagne en 2007 avec le VfB Stuttgart
- Vainqueur de la Coupe d'Espagne en 2008 avec le FC Valence
- Vainqueur de la Coupe Intertoto en 2000 et en 2002 avec le VfB Stuttgart

### EnÉquipe d'Allemagne
- 7 sélections entre 2004 et 2007
- Participation au Championnat d'Europe des Nations en 2004 (Premier Tour)
- Participation à la Coupe du monde en 2006 (3e)
- Participation à la Coupe des Confédérations en 2005 (3e)

### Distinctions individuelles
- Record d'invincibilité en Bundesliga : 884 minutes sans encaisser le moindre but avec le VfB Stuttgart en 2004[2]